# Зюїнське сільське поселення
Зю́їнське сільське поселення (рос. Зюинское сельское поселение) — муніципальне утворення у складі Ярського району Удмуртії, Росія. Адміністративний центр — присілок Зюїно.

## Господарство
В поселенні діють: дитячий садок, школа, 2 бібліотеки, клуб. З підприємств працюють КФГ «Фахратов», ПП «Золотарьов».

## Населення
Населення — 166 осіб (2017; 210 у 2015, 272 в 2012, 285 в 2010, 461 у 2002).

## Склад
До складу поселення входять такі населені пункти:
| Населений пункт         | Населення, осіб (2002) | Населення, осіб (2010) | Населення, осіб (2012) |
| ----------------------- | ---------------------- | ---------------------- | ---------------------- |
| Зюїно, присілок         | 350                    | 239                    | 234                    |
| Новий Путь, село        | 47                     | 20                     | 18                     |
| Новолекомський, починок | -                      | -                      | -                      |
| Тюріки, присілок        | -                      | -                      | -                      |
| Удмурт-Сада, присілок   | 64                     | 26                     | 20                     |